# Baza Sportivă ARCOM
Stadionul ARCOM, este un stadion de fotbal. Stadionul ARCOM găzduiește CSA Steaua București și FCSB ll. FCSB ll a fost desființată în 2023 și ultimul meci până în acest moment pe Stadionul ARCOM este CSA Steaua 2-1 Voluntari pe data de 2021-10-09
1. ↑  „FCSB”. www.fcsb.ro. Accesat în 13 iulie 2025.

Capacitate: 1000 locuri 
Țară: România
Suprafață: Iarbă Artificială
Adresă: Sos. Drumul Leordeni 106
Coordonates: